# Frederico Cristiano II, Duque de Eslésvico-Holsácia-Sonderburgo-Augustemburgo
Frederico Cristiano II (Augustemburgo, 28 de setembro de 1765 – Augustemburgo, 14 de junho de 1814) foi um príncipe dinamarquês e o Duque de Eslésvico-Holsácia-Sonderburgo-Augustemburgo de 1794 até sua morte.

## Família
Frederico Cristiano foi o terceiro filho (primeiro varão), a nascer do duque Frederico Cristiano I de Eslésvico-Holsácia-Sonderburgo-Augustemburgo e da duquesa Carlota Amália Guilhermina de Eslésvico-Holsácia-Sonderburgo-Plön. Os seus avós paternos eram o duque Cristiano Augusto I de Eslésvico-Holsácia-Sonderburgo-Augustemburgo e a condessa Frederica Luísa de Danneskjold-Samsöe. Os seus avós maternos eram o duque Frederico Carlos de Eslésvico-Holsácia-Sonderburgo-Plön e a condessa Christiana Irmgard von Reventlow.

## Origens e primeiros anos
Frederico Cristiano nasceu em Augustemburgo, na Dinamarca. Até à morte do seu pai, tinha o título de príncipe-herdeiro de Augustemburgo.
Era um príncipe com uma grande dose de sangue nobre dinamarquês, sendo a sua avó materna, a avó paterna e a bisavó paterna condessas dinamarquesas, o que o tornava parente de todas as famílias nobres dinamarquesas da época. O lado negativo das suas origens era o facto de estas serem bastante modestas no que dizia respeito a outras casas reais europeias, principalmente comparando com a Casa Real de Oldemburgo que reinava na Dinamarca na altura e que, entre os seus antepassados, tinha princesas reais e duquesas de vários estados alemães de importância. A família de Frederico Cristiano era vista como um pouco abaixo dos pequenos governadores dos estados alemães.

## Casamento
Contudo, em 1786, o príncipe de vinte anos casou-se com a sua prima afastada, a princesa Luísa Augusta da Dinamarca de catorze anos, filha da falecida rainha Carolina Matilde da Dinamarca. Luísa nasceu durante o casamento da rainha com o rei Cristiano VII, que era considerado louco, mas, de forma não-oficial, era um facto aceite que o seu pai biológico era Johann Friedrich Struensee, o médico do rei e regente de facto do país na altura do seu nascimento. De facto, a princesa era por vezes chamada de "la petite Struensee".
O plano para casar Frederico Cristiano com a princesa Luísa começou em Fevereiro de 1779, quando o estadista mais aclamado da Dinamarca, o primeiro-ministro, conde Andreas Peter Bernstorff, começou a desenvolver os planos de casamento da pequena princesa, algo que era costume para uma criança real com suspeitas de não ter sido produzida pelo seu pai oficial, mas sim num caso amoroso da mãe. Casar esse tipo de princesas com membros de outras casas reais era dificil, mas visto que, neste caso, os filhos varões de Luísa poderiam um dia vir a herdar o trono, era vantajoso garantir uma união o mais cedo possível para que a "mestiça real" pudesse entrar numa casa real em pleno direito e, assim, surgiu o príncipe-herdeiro de Augustemburgo. O plano não teria apenas o efeito positivo de reaproximar as duas linhas de sucessão do trono dinamarquês, impedindo assim a sua divisão, mas também impedia o casamento de Luísa Augusta com algum membro da Casa Real Sueca.
Os tratados para o casamento foram assinados em 1780 e, na primavera de 1785, Frederico Cristiano chegou a Copenhaga, na altura em que o noivado foi anunciado. Um ano depois, a 27 de Maio de 1786, os dois casaram-se numa cerimónia celebrada no Palácio de Christiansborg.
O casal viveu nesse palácio durante muitos anos, até ao incêndio de 1794 e a morte do pai de Frederico. O príncipe herdou o ducado e a propriedade que vinham com ele.
Depois de 1794, o casal passou a passar o verão na ilha de Als.
Tiveram três filhos:
- Carolina Amália de Eslésvico-Holsácia-Sonderburgo-Augustemburgo (28 de setembro de 1796 - 9 de março de 1881), rainha-consorte da Dinamarca através do seu casamento com o rei Cristiano VIII; sem descendência.
- Cristiano Augusto II de Eslésvico-Holsácia-Sonderburgo-Augustemburgo (19 de julho de 1798 - 11 de março de 1869), duque de Eslésvico-Holsácia-Sonderburgo-Augustemburgo, casado com a condessa Luísa Sofia de Danneskjold-Samsøe; com descendência.
- Frederico de Eslésvico-Holsácia-Sonderburgo-Augustemburgo (23 de agosto de 1800 - 2 de julho de 1865), casado com a condessa Henriqueta de Danneskjold-Samsøe; com descendência.

## Últimos anos
Ao longo dos anos, começou a criar-se um conflito entre Frederico Cristiano e o irmão de Luísa, o rei Frederico VI da Dinamarca, principalmente devido aos Ducados de Eslésvico-Holsácia e à monarquia dinamarquesa. A sua esposa manteve-se fiel ao irmão ao longo deste período. O casamento acabaria por desfazer-se e Frederico tentou impedir legalmente a influência que Luísa tinha na educação dos filhos.
Em 1810, o irmão mais novo de Frederico, o príncipe Cristiano Augusto, foi escolhido pelos estados do reino sueco para se tornar o príncipe herdeiro da nação e, assim, suceder ao rei Carlos XIII que não tinha filhos. Após a morte inesperada de Cristiano Augusto em Maio de 1810, Frederico Cristiano tornou-se o candidato principal ao posto, sendo eleito príncipe herdeiro no dia 8 de agosto de 1810. Contudo, a sua eleição ficou pelo caminho duas semanas depois e João Batista Bernadotte, marechal da França e príncipe de Pontecorvo, foi o escolhido para o lugar.
Frederico Carlos morreu no dia 14 de junho de 1814 e foi sucedido pelo seu filho mais velho, o duque Cristiano Augusto II, Duque de Eslésvico-Holsácia-Sonderburgo-Augustemburgo, que tinha apenas dezasseis anos na altura. A princesa Luísa Augusta passou a controlar as propriedades de Augustemburgo e a educação dos filhos. As propriedades foram entregues a Cristiano Augusto aquando do seu regresso de uma extensa viagem pelo estrangeiro em 1820.